# Kaveri
Kaveri (også stavet Cauvery or Kavery) er en af de store indiske floder og er hellig for hinduerne. Floden har sit udspring i de Vestlige Ghats nær Talakaveri i staten Karnataka i det sydlige Indien, og den flyder derfra primært mod syd og øst, inden den flyder ud i Den Bengalske Bugt. Den er ca. 765 km lang. Floden er i århundreder blevet benyttet til kunstvanding.
Flodens kilde er et berømt pilgrims- og turiststed. Tusindvis af pilgrimme flokkes til templet, der er bygget ved kilden. Kaveri er kendt af Hinduer som "Dakshina Ganga", som betyder "Sydens Ganges", og hele dens løb er helligt område. Ifølge legenderne blev der engang født en smuk pige kaldet Vishnumaya eller Lopamudra, som var datter af Brahma; men hendes guddommelige fader tillod hende at blive betragtet som et barn af en dødelig, som hed Kavera-muni. For at glæde sin adoptivfar omdannede hun sig til en flod, hvis vande skulle kunne rense for alle synder. Det siges, at selv den hellige Gangesflod trækker under jorden en gang om året for at rense sig ved Kaveris kilde for den forurening, der er kommet fra synderne, der bader i dens vand.
- Wikimedia Commons har flere filer relateret til Kaveri

11°22′13″N 79°49′41″Ø / 11.370345°N 79.828105°Ø